# Siarhiej Bochan
Siarhiej Mikałajewicz Bochan (biał. Сяргей Мікалаевіч Бохан, ros. Сергей Николаевич Бохан, Siergiej Nikołajewicz Bochan; ur. 8 stycznia 1956 w Orszy) – białoruski kolejarz i polityk, w latach 2012–2016 deputowany do Izby Reprezentantów Zgromadzenia Narodowego Republiki Białorusi V kadencji.

## Życiorys
Urodził się 8 stycznia 1956 roku w mieście Orsza, w rejonie orszańskim obwodu witebskiego Białoruskiej SRR, ZSRR. Ukończył Białoruski Instytut Inżynierów Transportu Kolejowego, uzyskując wykształcenie inżyniera kolejnictwa–mechanika. Pracę rozpoczął jako dyżurny pomocnik naczelnika stacji w Orszy. Odbył służbę w szeregach Sił Zbrojnych ZSRR. Następnie pracował jako mistrz bazy lokomotyw „Witebsk”, naczelnik bazy lokomotyw „Połock” i „Witebsk” Witebskiego Oddziału Białoruskiej Kolei, zastępca naczelnika Witebskiego Oddziału Białoruskiej Kolei.
18 października 2012 roku został deputowanym do Izby Reprezentantów Białorusi V kadencji ze Witebskiego-Kolejowego Okręgu Wyborczego Nr 19. Pełnił w niej funkcję zastępcy przewodniczącego Stałej Komisji ds. Przemysłu, Sektora Paliwowo-Energetycznego, Transportu i Łączności. Jego kadencja w Izbie Reprezentantów zakończyła się 11 października 2016 roku.

## Odznaczenia
- Odznaka „Honorowemu Kolejarzowi”[1];
- Odznaka „Wybitny Pracownik Białoruskiej Kolei”[1].

## Życie prywatne
Siarhiej Bochan jest żonaty, ma syna.